# Litovel město
Litovel město je železniční zastávka v Litovli v Olomouckém kraji. Nachází se západně od náměstí Přemysla Otakara a jižně od místního autobusového nádraží v nadmořské výšce 235 metrů nad mořem. Leží na železniční trati Červenka – Senice na Hané.

## Popis
Stanice je zařazena do Integrovaného dopravního systému Olomouckého kraje a je tam možné koupit jízdenky na všechny typy vlaků, stejně jako rezervovat místenku. Ve stanici se nachází prostory pro cestující i bezbariérové WC.

## Galerie

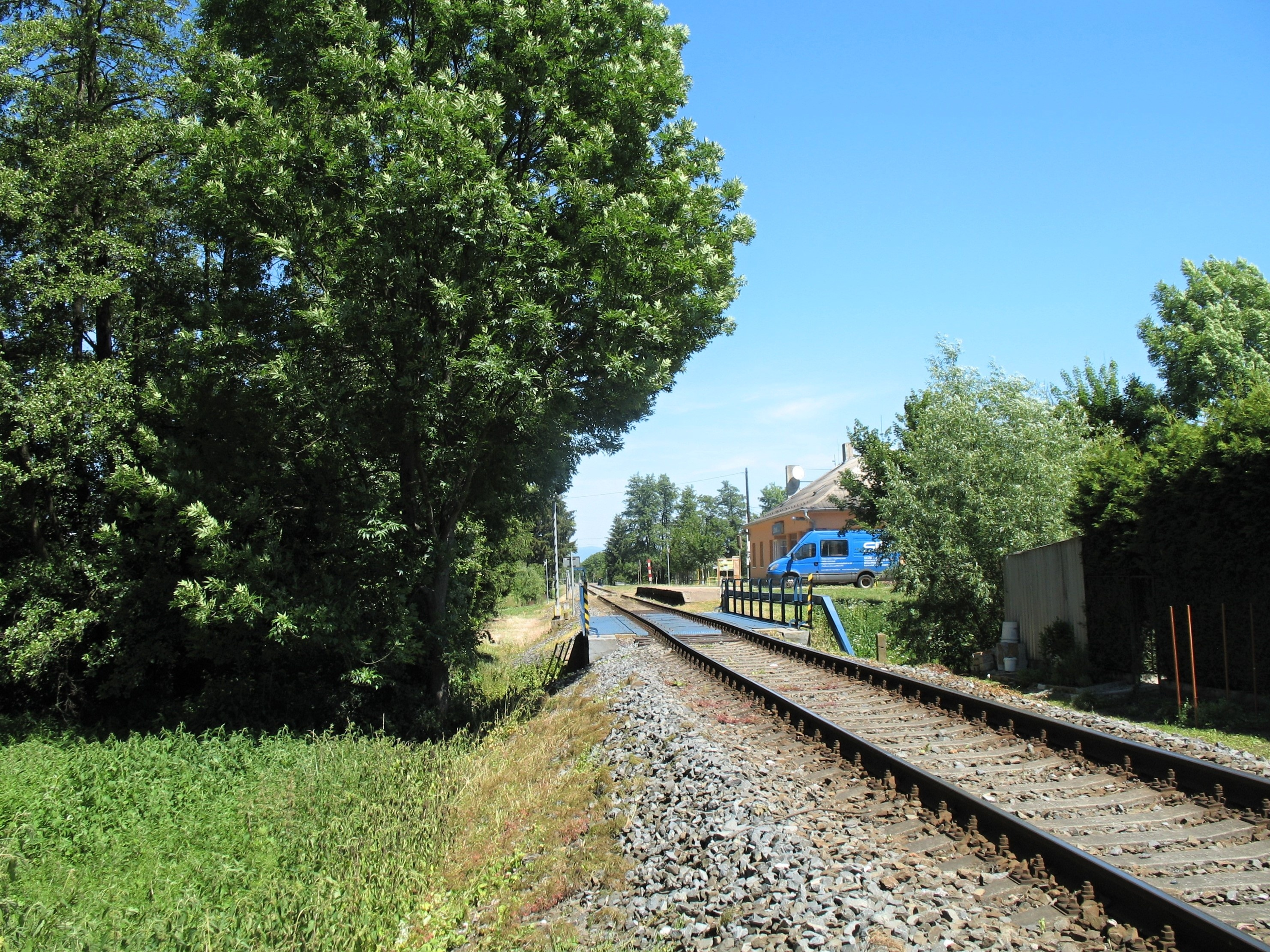
Pohled k zastávce od cesty u přírodní památky Hvězda
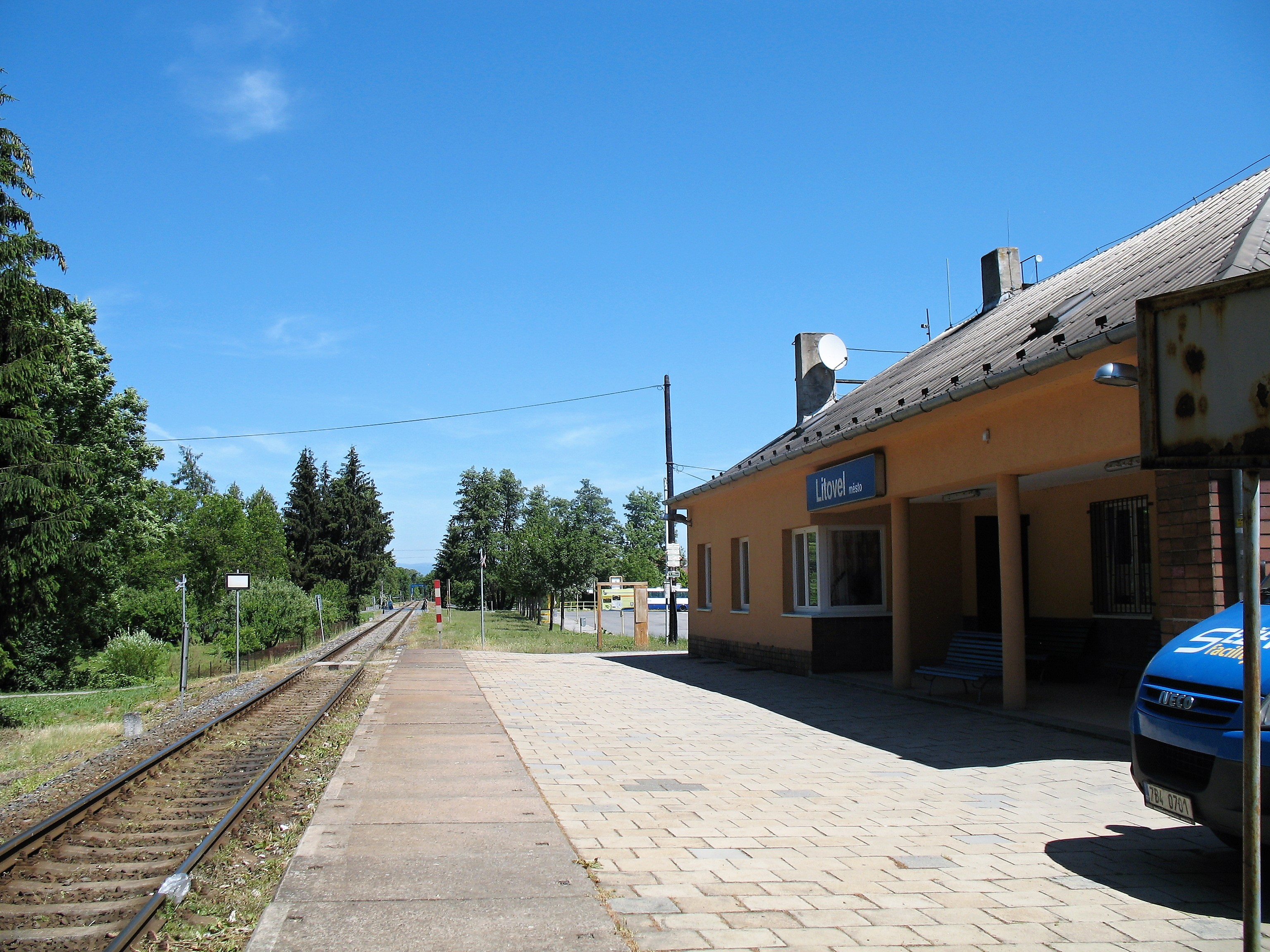
Nástupiště
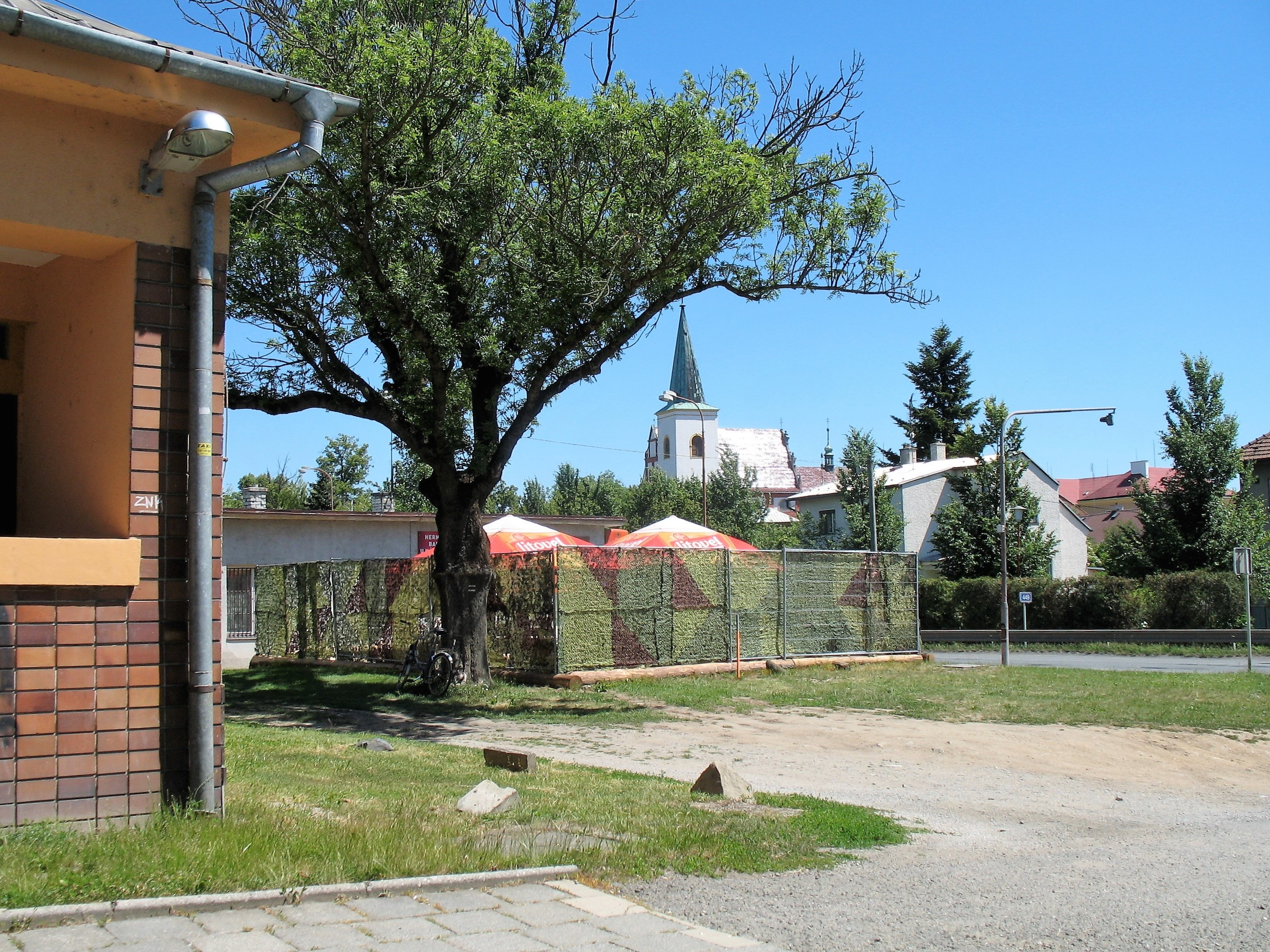
Pohled od zastávky k centru města